# 김태라 (작가)
김태라는 대한민국의 소설가이다. 2013년 서울신문 신춘문예로 등단했으며 2023년 이병주스마트소설상 대상을 수상했다.   